# Loxandrus brevicollis
Loxandrus brevicollis är en skalbaggsart som beskrevs av Leconte 1848. Loxandrus brevicollis ingår i släktet Loxandrus och familjen jordlöpare. Inga underarter finns listade i Catalogue of Life.